# Завадка (Михаловце)
Завадка (слч. Závadka) насељено је мјесто са административним статусом сеоске општине (слч. obec) у округу Михаловце, у Кошичком крају, Словачка Република.

## Становништво
| Година:    | 1994. | 2004.   | 2014.   | 2024.   |
| ---------- | ----- | ------- | ------- | ------- |
| Број људи: | 412   | 429     | 448     | 426     |
| Разлика:   |       | +4,12 % | +4,42 % | -4,91 % |

| Година:    | 2023. | 2024.   |
| ---------- | ----- | ------- |
| Број људи: | 423   | 426     |
| Разлика:   |       | +0,70 % |

Према подацима о броју становника из 2011. године насеље је имало 464 становника.